# Bande dessinée polonaise

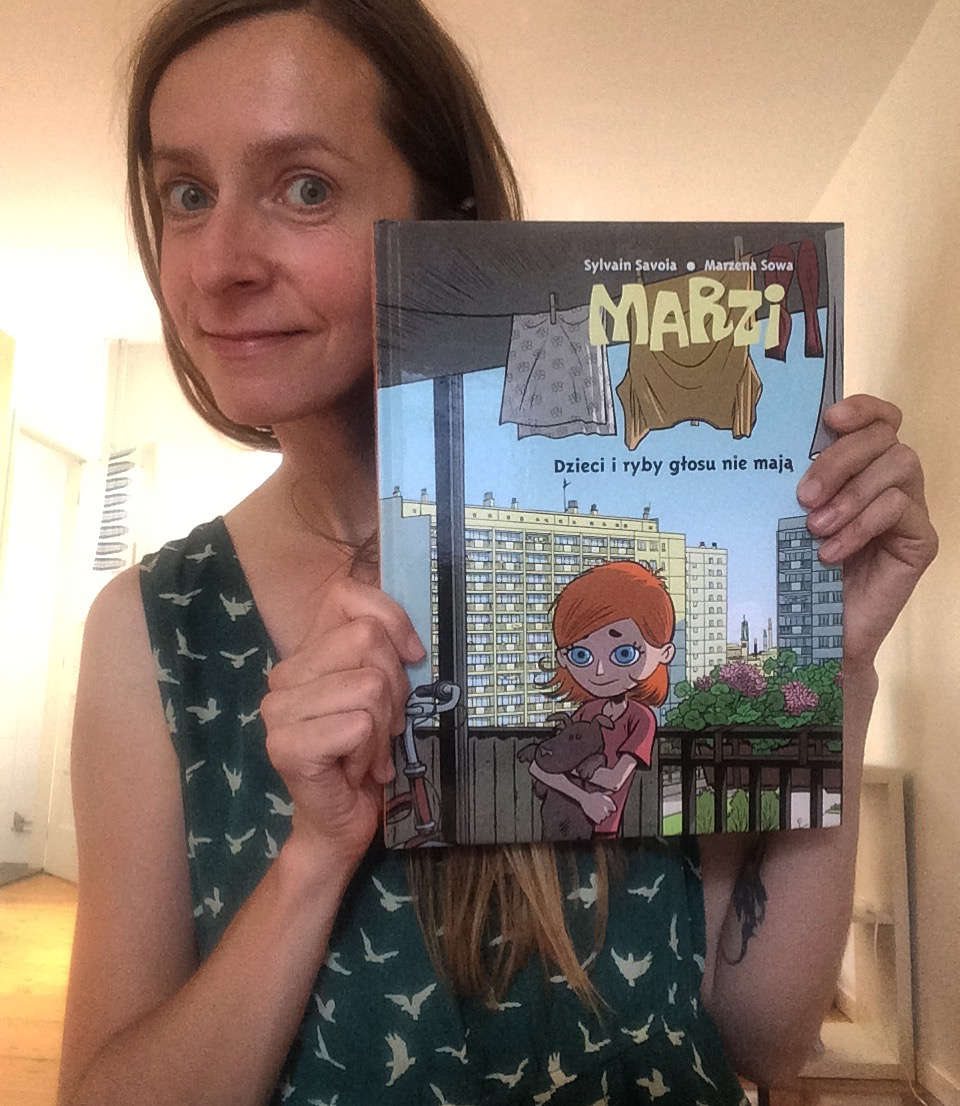
Marzena Sowa avec une copie polonaise de sa bande dessinée autobiographique, Marzi.

La bande dessinée polonaise est la bande dessinée produite en Pologne par des auteurs de langue polonaise.